# インターネットワーキング
インターネットワーキング（internetworking）とは、コンピュータネットワークをゲートウェイを使って他のネットワークと接続し、共通のルーティング情報を提供することで、ネットワーク間でのパケットのやりとりを可能にすることである。

## 概要
インターネットワーキングの最たる例がインターネットである。
インターネットは様々なハードウェア技術に基づくネットワークのネットワークであり、インターネット・プロトコル・スイートというインターネットワーキングのための通信プロトコル規格で統合されている。
相互接続されたネットワークの集合をインターネットワークと呼ぶ。
なお、「インターネットワーキング」という語は inter（間）と networking からなる語 (inter-networking) であり、決して internet-working でも international-network でもない。
2つのLANを互いにルーターで接続するのもインターネットワーキングである。
ハブやスイッチングハブ（L2スイッチ）によるLAN同士の接続は、単なるLANの拡張にすぎず、インターネットワーキングではない。

## ネットワークの相互接続
インターネットワーキングは異なる種類のネットワーク・トポロジーの接続手段として始まったが、2つ以上のLANを何らかのWANで相互接続するという需要が高まり、広く使われるようになった。インターネットワークは元々はcatenetという用語で呼ばれていた。現在では Personal Area Network などの異なる種類のコンピュータネットワーク間の相互接続を含む概念になっている。インターネットの先駆けとなったARPANETでの個々のネットワーク間の接続に使われるネットワーク要素をゲートウェイと呼んでいたが、今では違う意味でも使われる用語になっているため、若干問題がある語法になっている。今ではインターネットワーキングのゲートウェイをインターネットルーターと呼ぶ。
企業内などでよく行われる別の種類のネットワークの相互接続法として、ネットワークモデルのデータリンク層、すなわちTCP/IP論理インタフェースより下層のハードウェアに近い層で行う相互接続がある。そういった相互接続には、ネットワークブリッジやスイッチングハブといった機器を使う。これを間違ってインターネットワーキングと呼ぶこともあるが、そうして構成されたシステムは単なる1つの大きなサブネットワークでしかなく、Internet Protocol などのインターネットワーキング・プロトコルをそういった機器で処理する必要はない。しかし、単一のコンピュータネットワークをセグメントに分割し、ルーターでセグメント毎のトラフィックを論理的に分割することでインターネットワーク化することもある。
Internet Protocol は信頼できない（保証されない）パケットサービスをネットワークをまたいで提供するよう設計されている。このアーキテクチャによって途中のネットワーク機器がネットワークの何らかの状態を管理する必要性を排除している。その代わり、信頼性を保証する機能は個々の通信セッションの端点が担っている。データを確実に転送するため、アプリケーションは Transmission Control Protocol (TCP) などの適切なトランスポート層プロトコルを使用する必要があり、それによって信頼できるストリームを提供する。一部のアプリケーションはもっと単純なコネクションレスのトランスポート層プロトコル User Datagram Protocol (UDP) を使い、信頼性よりもリアルタイム性を必要とするストリーミングやビデオチャットなどに利用している。

## ネットワークモデル
インターネットワーキングで使われるプロトコルや方法論を説明するために2つのアーキテクチャ・モデルがよく使われる。
開放型システム間相互接続 (OSI) の参照モデルは、国際標準化機構 (ISO) の庇護下で開発され、階層型プロトコル機能を最下層のハードウェアからユーザアプリケーションでのソフトウェアインタフェースまでを厳密に説明している。インターネットワーキングは、このモデルではネットワーク層（第3層）で実装されている。
インターネット・プロトコル・スイートあるいはインターネットのTCP/IPモデルは、OSI参照モデルに準拠して設計されたものではなく、Request for Comments やインターネット標準といった標準仕様でも全くOSI参照モデルに言及していない。階層型モデルとしては似ているが、定義はOSI参照モデルよりも緩やかであり、論理ネットワーキングの観点に集中している。ハードウェア固有の下層インタフェースを論じることはなく、ホストを接続するローカルなネットワークにデータリンク層のインタフェースが存在することを前提としている。この場合、インターネットワーキングはインターネット層プロトコルで実装されている。